# Unidos do Parque (Bragança Paulista)
O Grêmio Recreativo Carnavalesco e Escola de Samba Unidos do Parque (GRCES Unidos do Parque) é uma escola de samba da cidade de Bragança Paulista, no interior do estado brasileiro de São Paulo.
Seu último desfile foi em 2008, com o enredo "No Reino Encantado, Sonhos de um Poeta Sonhador", quando foi vice-campeã do terceiro grupo.